# Expeditionary Fighting Vehicle
Le Expeditionary Fighting Vehicle (EFV) est un véhicule blindé lourd, amphibie et chenillé, développé par General Dynamics de 1996 à 2011. Destiné à remplacer le AAV-7A1, principalement utilisé au sein du Corps des Marines des États-Unis, le véhicule échoue toutefois à entrer en service. L'Amphibious Combat Vehicle lui a été préféré.

## Histoire
D’abord nommé l'Advanced Amphibious Assault Vehicle (AAAV) et développé par General Dynamics à partir de 1996, le véhicule est censé remplacer le vieillissant AAV-7A1 (AAV), qui est entré en service en 1972. Il devient l’acquisition prioritaire du Corps des Marines. L’objectif est alors de construire un véhicule trois fois plus rapide sur l’eau et deux fois plus blindé que l’AAV, en plus d’avoir une puissance de feu supérieure. Le véhicule est renommé EFV en septembre 2003. Le début de la production initiale est prévu en janvier 2012. Le déploiement final est quant à lui projeté pour 2015. Toutefois, le 6 janvier 2011, le programme est annulé par le secrétaire à la Défense Robert Gates, qui évoque notamment des dépassements de coûts.

## Description
Doté d’une coque en aluminium et d’une structure spatiale, l’EFV est propulsé par un moteur V12 diesel de 1 200 ch, développé par la compagnie allemande MTU Friedrichshafen avec deux modes de fonctionnement ; un mode haute puissance pour les déplacements sur l’eau et un mode basse puissance pour les déplacements terrestres. Il doit être opéré par un équipage de trois personnes et peut transporter 17 marines et leur équipement.

### Propulsion
La motorisation est assurée par une version modifiée du V12 Diesel MTU Friedrichshafen MT 883, désigné Ka-524 et basé sur le Ka-501.
Lors de l’appel d’offres du TARDEC (Tank Automotive Research, Development and Engineering Center du United States Army Materiel Command), deux autres moteurs sont proposés. L’un est le MT135 de l’entreprise française Melchior Technologie, l’autre est le Model 5290 du britannique Rotary Power International.
Sur l’eau, le véhicule est propulsé par des Hydrojets de marque Honeywell intégrés de chaque côté de la coque. Ceux-ci génèrent 2 800 ch de poussée, ce qui permet le déjaugeage de l’embarcation et une vitesse maximale de 46 km/h.

### Communications
Le véhicule utilise un réseau Ethernet connecté avec le routeur de commutation tactique, basé sur le routeur mobile IP DuraMAR, pour ses communications internes et externes.

### Armement
La version standard est dotée d’un canon Mk44 Bushmaster II de 30 mm et d’une mitrailleuse M240 de 7,62 mm montée dans le même axe que le canon principal.